# Ipomoea tentaculifera
Ipomoea tentaculifera är en vindeväxtart som beskrevs av Jesse More Greenman. Ipomoea tentaculifera ingår i släktet praktvindor, och familjen vindeväxter. Inga underarter finns listade i Catalogue of Life.